# Luís Frade
Luís Diogo Sousa Frade, född 11 september 1998 i Rio Tinto, är en portugisisk handbollsspelare (mittsexa). Han debuterade 2018 i Portugals landslag och spelar sedan 2020 för FC Barcelona.

## Klubbar
- AA Águas Santas (–2018)
- Sporting Lissabon (2018–2020)
- FC Barcelona (2020–)